# Зеппола
Зеппола (італ. zeppola; іноді його називають фріттелле, італ. frittelle; також тіпуласу, сардин. tzípulas) — це італійська випічка, що складається із смаженої у фритюрі кульки різного розміру, але, як правило, близько 4 дюйми (10 см) в діаметрі. Цю оладку зазвичай заправляють цукровою пудрою, вона може бути наповнена заварним кремом, желе, кремом для тіста у формі канолі або сумішшю з маслом та медом. Консистенція варіюється від легкої та пухкої до хлібної — або макаронної. Її їдять на святі Дня святого Йосипа, який є католицьким святом.

## Історія
Зепполи типові для італійської кухні, особливо для Риму та Неаполя . Їх також подають на Сицилії, на острові Мальта, а також в італійських громадах Канади та США. Сардинські ципули, хоча їх часто італіюють до зеполя, дещо відрізняються.  Зепполе відомі під іншими іменами, зокрема Біньє ді Сан-Джузеппе (у Римі), торт до дня Святого Йосифа та sfinge. Зеппола традиційно вживають під час Фестивалю Сан-Джузеппе ( День Святого Йосипа ), який відзначається щовечора 19 березня, коли зеппола продають на багатьох вулицях і іноді дарують у подарунок.
В Істрії, Хорватії цю випічку називають бленці в хорватських місцях розмови, а зеппол — в італійськомовних місцях. Вони завжди посипані цукром або в порошку, або в грубому.
Звичай був популяризований на початку XIX століття неаполітанським пекарем Паскуале Пінтауро.

## Різновиди

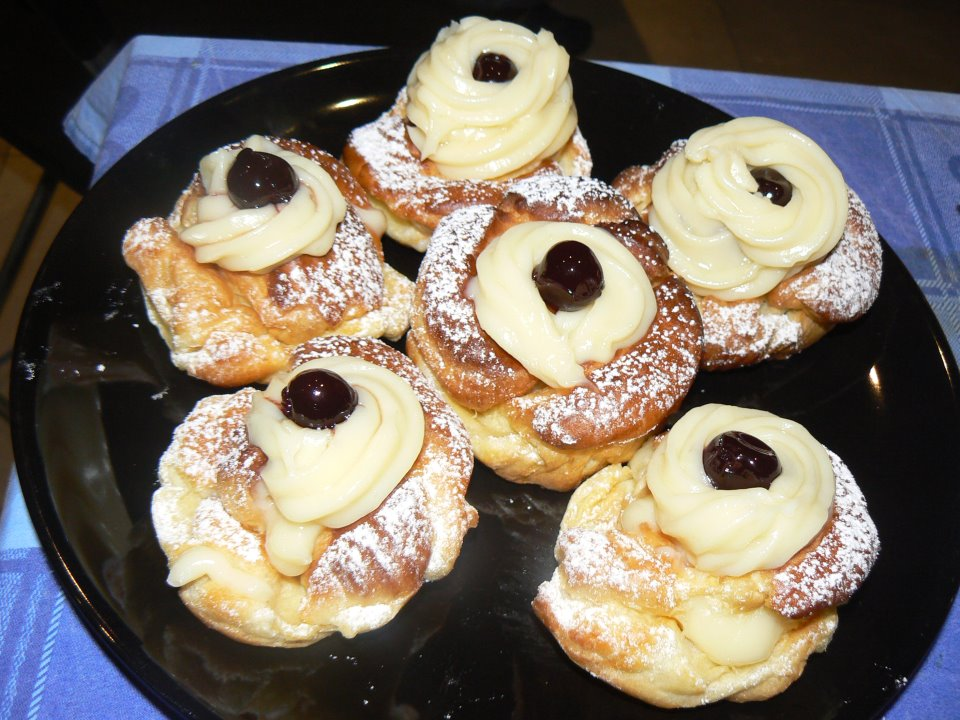
Зепполе ді Сан-Джузеппе

Терміни zeppole і sfinge також використовуються для позначення запечених вершків, виготовлених із заварного тіста.
Деякі зепполи заповнені сиром, змішаним з дрібними шматочками шоколаду, цукатів і меду. У деяких районах США їх називають криспелі.
Зеппола також може бути пікантним і складатися із смаженого хлібного тіста, часто наповненого анчоусом. У деяких районах Калабрії анчоус або сорт султана вживають напередодні Нового року та Нового року. У Мальті, анчоус zeppoli традиційно споживається під час Посту періоду голодування. Ця версія пікантного зепполе відома на місцях як Sfinge. Також солодка версія доступна у багатьох кондитерських фабриках.
У регіоні Фрозиноне в Південному Лаціо термін "Sfinge" позначає суміш рикоти, цукру та яєць з борошном, яке потім можна ароматизувати ваніллю, мигдалем тощо. Її досі смажать у формі кульок, подавану покритою кондитерським цукром.